# Giovanni Maria Butteri
Giovanni Maria Butteri ou Giovanmaria (1540 – 1606) est un peintre italien  du maniérisme.

## Biographie
Fils de Pierantonio di Cresci, « staderaio » (fabricant de balances) de Sansepolcro, Giovanni Maria Butteri est né en 1540 ou quelques années plus tard. En 1563, il ne fut pas admis à l'Accademia del Disegno, mais il y entra l'année suivante. Il s'est formé dans la « bottega » du Bronzino, à la mort duquel succéda Alessandro Allori, dont Butteri fut d'abord un élève, puis un collaborateur. Il a exécuté des tableaux d'un style typiquement toscan, influencé par la simplicité lumineuse de Santi di Tito.
Il collabora à la réalisation de quelques grands cycles de peintures, comme la décoration du grand cloître de la Basilique  Santa Maria Novella, dans lequel il a exécuté cinq tympans : Déposition, Saint Dominique ressuscite un enfant, Mort de saint Antonin, Sermon de Saint Vincent Ferreri et Christ jardinier.
Il réalisa des retables, parmi lesquels Madonna in trono con SS. Michele e Lucia (Castelfiorentino, Église et monastère de la Marca (it)), Couronnement de la Vierge (Basilique Santo Spirito, Florence), Pietà (signée et datée 1583). Il a peint la fresque SS. Augustin et Monique (Église Santa Monica (Florence) (it)), Christ guérit le serviteur du centurion de Capharnaüm (Église Santa Maria del Carmine (Florence)). D'autres de ses penture sont dans l'église San Barnaba de Florence et au Museo civico (Prato) (it).
En 1564 il peint, dans l'appareil pour les obsèques de Michel-Ange, Michel-Ange poète avec Apollon et les muses. On lui demanda aussi des décorations, à l'occasion de l'arrivée de Jeanne d'Autriche, mariée promise de François Ier de Médicis, qui rejoint son mari à Florence le 18 décembre 1565.
Sous les Ordres de Giorgio Vasari, il participa aux travaux pour la décoration du Studiolo de François Ier, à Palazzo Vecchio, avec ses tableaux François visitant une fabrique de verre et Enea arrivant en Italie (1570-1571). À la même époque, il peint aussi le Martyre de Saint Sébastien (Maison de Vasari).
Il travailla, aux côtés d'autres élèves d'Alessandro Allori, au palais Salviati (1578-1581), dans la Villa médicéenne de Poggio a Caiano (1579-1582) et aux grotesques - fresques sur les plafonds du premier couloir des Offices (1581). Il exécuta aussi des fresques dans la Badia a Passignano, Val di Pesa (1581), où il laissa aussi la toile Le monaco à l'épreuve du feu. Il a peint San Giovanni Gualberto, pour la Cathédrale de San Miniato.
Alessandro Allori lui demanda des dessins pour la tapisserie des Médicis, en particulier pour la série destiné à la cathédrale de Côme : entre 1595 et 1198, il reçoit des paiements pour la remise des cartons, parmi lesquels Abraham et Melchisédec, qui lui est attribué.
En 1596, il a signée et datée la Vierge avec Saint Benoît et d'autres saints, déjà dans (Église San Bartolomeo in Pantano (it), Pistoia) et il a dépeint Simone Corsi, lieutenant de l'Accademia del Disegno (aux Offices), Accademia où il est mentionné jusqu'en 1603.

## Œuvres
- Descente de Croix, Santa Monica, Florence
- Madonna col Bambino e Santi (1586), Badia di San Salvatore, Vaiano
- Immacolata (1590), Chiesa di san Pietro, Mezzana
- Plusieurs fresques dont San Domenico resuscita un bambino, grand cloître de Santa Maria Novella, Florence
- Vierge à l'Enfant au trône entoure de saints (1586), huile sur toile, Norton Museum of Art, West Palm Beach, Floride
- Ritorno dal palio, National Gallery of Ireland,
- Madonna con Bambino e san Giovannino, collections privées, Londres et Naples
- Ritratto di giovane donna, collection privée, Turin
- Cristo e la Samaritana al pozzo, collection privée, Lombardie

## Sources
- (it) Cet article est partiellement ou en totalité issu de l’article de Wikipédia en italien intitulé « Giovanni Maria Butteri » (voir la liste des auteurs).